# مات قود
مات قود (بالإنجليزية: Matt Good)‏ هو عازف قيثارة وموسيقي أمريكي، ولد في 11 فبراير 1984 في فالريكو في الولايات المتحدة.

## وصلات خارجية
- مات قود على موقع ميوزك برينز (الإنجليزية)
- مات قود على موقع ديسكوغز (الإنجليزية)